# Distretto di Fatehpur
Fatehpur è un distretto dell'India di 2 305 847 abitanti. Capoluogo del distretto è Fatehpur.